# Кожевников, Сергей Григорьевич
Сергей Григорьевич Кожевников (1926—1997) — советский председатель колхоза, Герой Социалистического Труда (1966).

## Биография
Сергей Григорьевич Кожевников родился 20 сентября 1926 года в деревне Крутицы (ныне — Гагаринский район Смоленской области). Окончил семилетнюю школу, после чего работал в колхозе. В 1954 году Кожевников окончил трёхгодичную Смоленскую среднюю сельскохозяйственную школу по подготовке председателей колхозов.
С февраля 1955 года Кожевников был назначен председателем колхоза имени Пушкина. За время его руководства этот колхоз стал одним из лучших в области и был награждён орденом Трудового Красного Знамени.
Указом Президиума Верховного Совета СССР от 23 июня 1966 года за «большие успехи, достигнутые в увеличении производства и заготовок зерновых культур и высокопроизводительное использование техники» Сергей Григорьевич Кожевников был удостоен высокого звания Героя Социалистического Труда с вручением ордена Ленина и медали «Серп и Молот».
Проживал в деревне Плеханово Гагаринского района. Умер 21 января 1997 года, похоронен в Ашково.
Был награждён двумя орденами Ленина, орденами Октябрьской Революции и Трудового Красного Знамени, рядом медалей.